# 강지숙
강지숙(1979년 2월 4일 ~ )은 대한민국의 농구 선수로  2000년 하계 올림픽과 2004년 하계 올림픽에 참가하였다. 2011년에 이름을 강지우로 개명했으며  잦은 부상 탓인지 여자농구가 기대했던 센터자원으로 성장하지 못하여 2012-13 시즌 후 은퇴했다.